# سيوداد نيزاهوال كويوتل
سيوداد نيزاهوال كويوتل هي مدينة تقع في ولاية مكسيكو، المكسيك.